# Sasaki Ryuta
Ryuta Sasaki (sinh ngày 7 tháng 2 năm 1988) là một cầu thủ bóng đá người Nhật Bản.

## Sự nghiệp câu lạc bộ
Ryuta Sasaki đã từng chơi cho Kashima Antlers, Japan Soccer College, Shonan Bellmare và Tochigi SC.